# Pleumeleuc

Pleumeleuc este o comună în departamentul Ille-et-Vilaine, Franța. În 1 ianuarie 2022 avea o populație de 3.535 de locuitori.